# Herbert Hartung
Herbert Hartung (ur. 7 czerwca 1906, zm. ?) – zbrodniarz hitlerowski, członek załogi niemieckiego obozu koncentracyjnego Mauthausen-Gusen i SS-Unterscharführer.
Urodził się w Neukirchen, z zawodu był kupcem. Wstąpił do SS w 1933 roku (miał nr identyfikacyjny 122304). Do 1939 prowadził własną firmę. 27 marca 1940 roku został wcielony do 13 Regimentu SS w Wiedniu. 14 maja 1940 roku Hartung został skierowany do obozu Gusen I jako członek kompanii wartowniczej. W marcu 1943 został kierownikiem bloku (Blockführer) i asystentem kierownika komanda więźniarskiego w kamieniołomach Kastenhof. Następnie od września 1943 kierował również więźniarskim komandem strażackim. Znęcał się nad więźniami, niektórych mordował wpychając ich na elektryczne druty kolczaste. Dopuszczał się również indywidualnych zabójstw, zwłaszcza przez rozstrzelanie.
Herbert Hartung został skazany w procesie załogi Mauthausen-Gusen (US vs. Erich Schuettauf i inni) na karę śmierci przez powieszenie przez amerykański Trybunał Wojskowy w Dachau. W wyniku rewizji wyroku karę zamieniono na dożywocie.